# سوخو سو-۳۰ام‌کی‌کی
سوخو سو-۳۰ام‌کی‌کی(به انگلیسی: Sukhoi Su-30MKK) (نام گزارش شده ناتو: فلانکر-جی)  نسخه ارتقا یافته ای از سوخو سو-۳۰ است که فناوری پیشرفته ای از نوع سوخو-۳۵ را در خود جای داده است. سو-۳۰ام‌کی‌کی توسط سوخو در سال ۱۹۹۷ و در نتیجه درخواست مستقیم مناقصه بین فدراسیون روسیه و چین توسعه یافت. این هواپیما یک جنگنده تهاجمی از کلاس سنگین، مناسب برای پرواز در هر آب و هوا و با برد بلند است و مانند سوخو سو-۳۰، قابل مقایسه با مک‌دانل داگلاس اف-۱۵ئی استرایک ایگل آمریکایی است. سو-۳۰ام‌کی۲ یک نسخه پیشرفته تر از سو-۳۰ام‌کی‌کی با قابلیت های اویونیک و حمله دریایی ارتقا یافته است. ام‌کی‌کی و ام‌کی۲ در حال حاضر توسط نیروی هوایی ارتش آزادی‌بخش خلق چین، نیروی هوایی اندونزی، نیروی هوایی خلق ویتنام، نیروی هوایی ونزوئلا و نیروی هوایی اوگاندا استفاده می شوند.

## کاربران

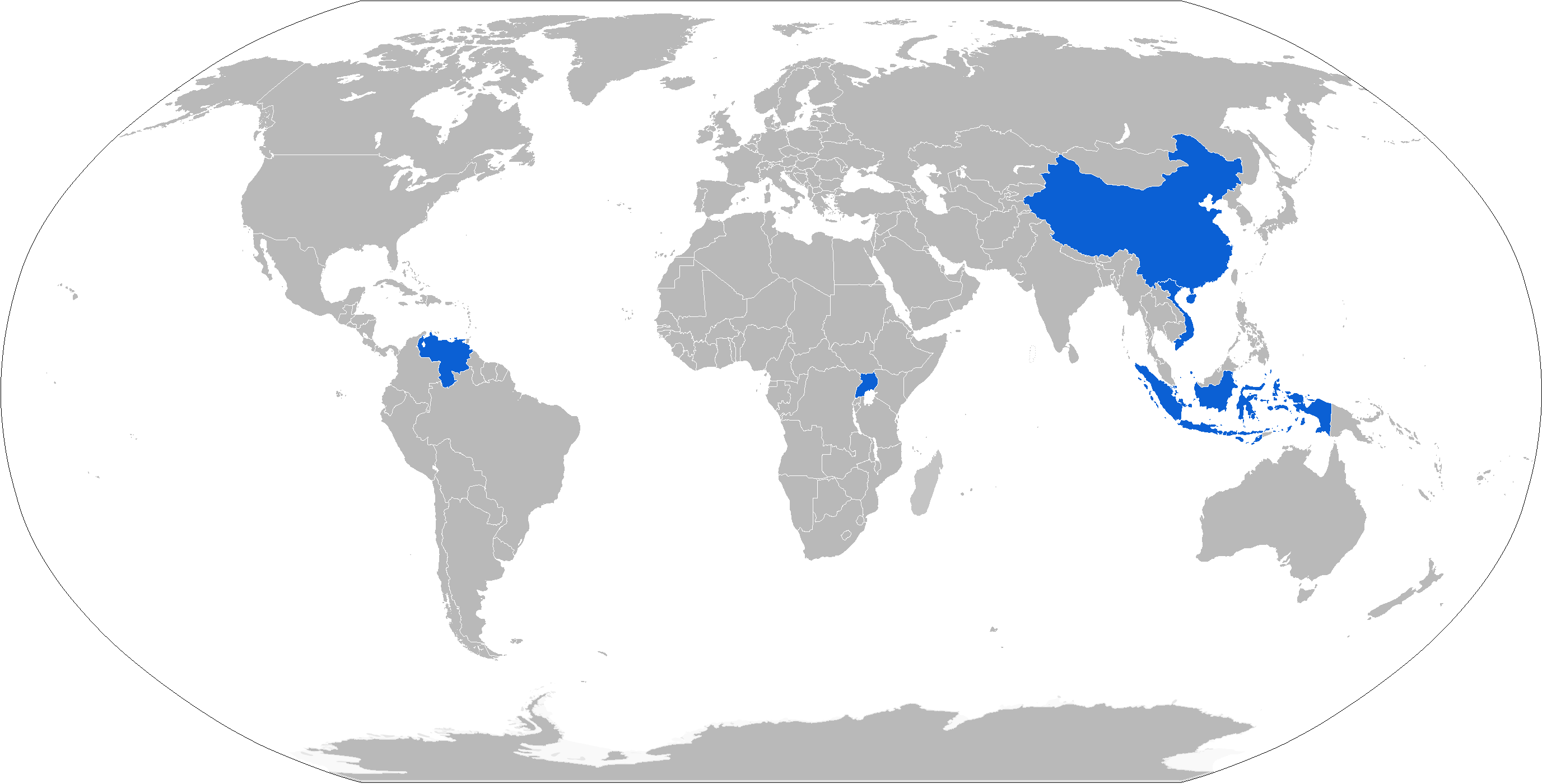
نقشه کاربران سوخو سو-۳۰ام‌کی‌کی به رنگ آبی

چین
 اندونزی
 اوگاندا
 ونزوئلا
 ویتنام

## مشخصات فنی (سو-۳۰ام‌کی‌کی)
داده‌ها از KnAAPO, deagel.com
ویژگی‌های عمومی
- خدمه: ۲
- طول: ۲۱٫۹ متر (۷۱ فوت ۱۰ اینچ)
- پهنای بال: ۱۴٫۷ متر (۴۸ فوت ۳ اینچ)
- ارتفاع: ۶٫۳۶ متر (۲۰ فوت ۱۰ اینچ)
- وزن ناخالص: ۲۴٬۹۰۰ کیلوگرم (۵۴٬۸۹۵ پوند)
- بیشترین وزن برخاست: ۳۴٬۵۰۰ کیلوگرم (۷۶٬۰۵۹ پوند)
- پیشرانه: ۲ عدد موتور توربوفن ساترن ای‌ال-۳۱, ۱۲۳ کیلونیوتن (۲۸٬۰۰۰ پوند-نیرو) با پس‌سوز

عملکرد
- حداکثر سرعت: ۲٬۱۲۰ کیلومتر بر ساعت (۱٬۳۲۰ مایل بر ساعت، ۱٬۱۴۰ گره) در ارتفاع بالا[۹]
- حداکثر سرعت: ۲ ماخ
- بُرد: ۳٬۰۰۰ کیلومتر (۱٬۹۰۰ مایل، ۱٬۶۰۰ مایل دریایی) sinodefence1[۱۰]
- حداکثر ارتفاع: ۱۷٬۳۰۰ متر (۵۶٬۸۰۰ فوت)
- حد شتاب جی: +9g
- نرخ صعود: ۳۰۵ متر بر ثانیه (۶۰٬۰۰۰ فوت بر دقیقه) [۱۰]
- نیرو/وزن: ۱
- Take-off run: ۵۵۰ متر (۱٬۸۰۴ فوت)

تسلیحات

- اسلحه‌ها: ۱ × 30 mm Gryazev-Shipunov GSh-۳۰-۱ توپ خودکار با ۱۵۰ گلوله
- راکت‌ها: انواع راکت‌های هدایت نشده
- موشک‌ها: 

  - موشک‌های هوابه‌هوا:
    - آر-۷۳
    - آر-۲۷
    - ویمپل آر-۷۷ئی

  - موشک‌های هوابه‌سطح:
    - Kh-29T
    - Kh-59ME

  - موشک‌های ضدرادار:
    - Kh-31P
- بمب‌ها: 

  - بمب هدایت لیزری KAB-500L
  - بمب هدایت لیزری KAB-1500L
  - انواع بمب‌های هدایت نشده

اویونیکس

- NIIP Myech fire-control رادار
- غلاف اقدامات متقابل الکترونیکی Sorbtsiya
- گیرنده هشدار رادار پاستل L150

## همچنین ببینید
توسعه مرتبط
- سوخو سو-۳۰
- شنیانگ جی-۱۶

هواگردهای با عملکرد، پیکربندی و یا دوره زمانی مشابه
- مک‌دانل داگلاس اف-۱۵ئی استرایک ایگل

فهرست‌های مرتبط
- List of fighter aircraft